# Нічогівська сільська рада
Нічогі́вська сільська́ ра́да — адміністративно-територіальна одиниця та орган місцевого самоврядування в Козелецькому районі Чернігівської області. Адміністративний центр — село Нічогівка.

## Загальні відомості
- Населення ради: 359 осіб (станом на 2001 рік)

## Населені пункти
Сільській раді підпорядковані населені пункти:
- с. Нічогівка

## Склад ради
Рада складається з 12 депутатів та голови.
- Голова ради: Строган Віра Василівна
- Секретар ради: Кукшин Ніна Іванівна

### Керівний склад попередніх скликань
| Прізвище, ім'я, по батькові | Основні відомості                                                               | Дата обрання | Дата звільнення |
| --------------------------- | ------------------------------------------------------------------------------- | ------------ | --------------- |
| Строган Віра Василівна      | Сільський голова, 1962 року народження, освіта середня спеціальна, позапартійна | 26.03.2006   | 31.10.2010      |
| Строган Віра Василівна      | Сільський голова, 1962 року народження, освіта середня спеціальна, позапартійна | 31.10.2010   |                 |

Примітка: таблиця складена за даними сайту Верховної Ради України

### Депутати
За результатами місцевих виборів 2010 року депутатами ради стали:

#### За суб'єктами висування
| Суб'єкт висування         | Кількість обраних депутатів | %    |
| ------------------------- | --------------------------- | ---- |
| Самовисування             | 8                           | 66,7 |
| Партія регіонів           | 2                           | 16,7 |
| Українська Народна Партія | 2                           | 16,7 |

#### За округами
| № округу                  | Прізвище, ім'я, по батькові    | Дата визнання обраним | Освіта  | Партійна приналежність                        | Відомості про обраного депутата                       |
| ------------------------- | ------------------------------ | --------------------- | ------- | --------------------------------------------- | ----------------------------------------------------- |
| Партія регіонів           |                                |                       |         |                                               |                                                       |
| 1                         | Строган Надія Миколаївна       | 01.11.2010            | середня | позапартійна                                  | Ничогівська сільська бібліотека, бібліотекар          |
| 6                         | Строган Василь Миколайович     | 01.11.2010            | середня | позапартійний                                 | Кошанівський лісгосп, наглядач                        |
| Українська Народна Партія |                                |                       |         |                                               |                                                       |
| 2                         | Петров Володимир Володимирович | 01.11.2010            | середня | член Української Народної Партії              | Ничогівська загальноосвітня школа, двірник            |
| 8                         | Солоїд Ольга Іванівна          | 01.11.2010            | середня | член Української Народної Партії              | тимчасово не працює                                   |
| Самовисування             |                                |                       |         |                                               |                                                       |
| 3                         | Малець Поліна Дмитрівна        | 01.11.2010            | середня | позапартійна                                  | тимчасово не працює                                   |
| 4                         | Кукшин Ніна Іванівна           | 01.11.2010            | середня | член Всеукраїнського об'єднання «Батьківщина» | Ничогівська сільська рада, секретар                   |
| 5                         | Назаренко Ніна Михайлівна      | 01.11.2010            | середня | член Соціалістичної партії України            | пенсіонер                                             |
| 7                         | Скуйбіда Ганна Петрівна        | 01.11.2010            | середня | член Соціалістичної партії України            | пенсіонер                                             |
| 9                         | Герасименко Людмила Миколаївна | 01.11.2010            | середня | член Української Народної Партії              | Ничогівська сільська рада, бухгалтер                  |
| 10                        | Кожура Марія Гордіївна         | 01.11.2010            | середня | позапартійна                                  | пенсіонер                                             |
| 11                        | Любенко Олег Владиславович     | 01.11.2010            | середня | позапартійний                                 | Ничогівський Фельшерсько-акушерський пункт, завідувач |
| 12                        | Паномарчук Олег Васильович     | 01.11.2010            | середня | позапартійний                                 | тимчасово не працює                                   |